# Сокна (язык)
Сокна (джофра; Sawknah, sokna, Sawkna, suknah; tasuknit) — один из берберских языков в центре Ливии. Распространён в селении Сокна в оазисе Эль-Джофра, расположенном на северо-западе муниципалитета Эль-Джофра (Триполитания).

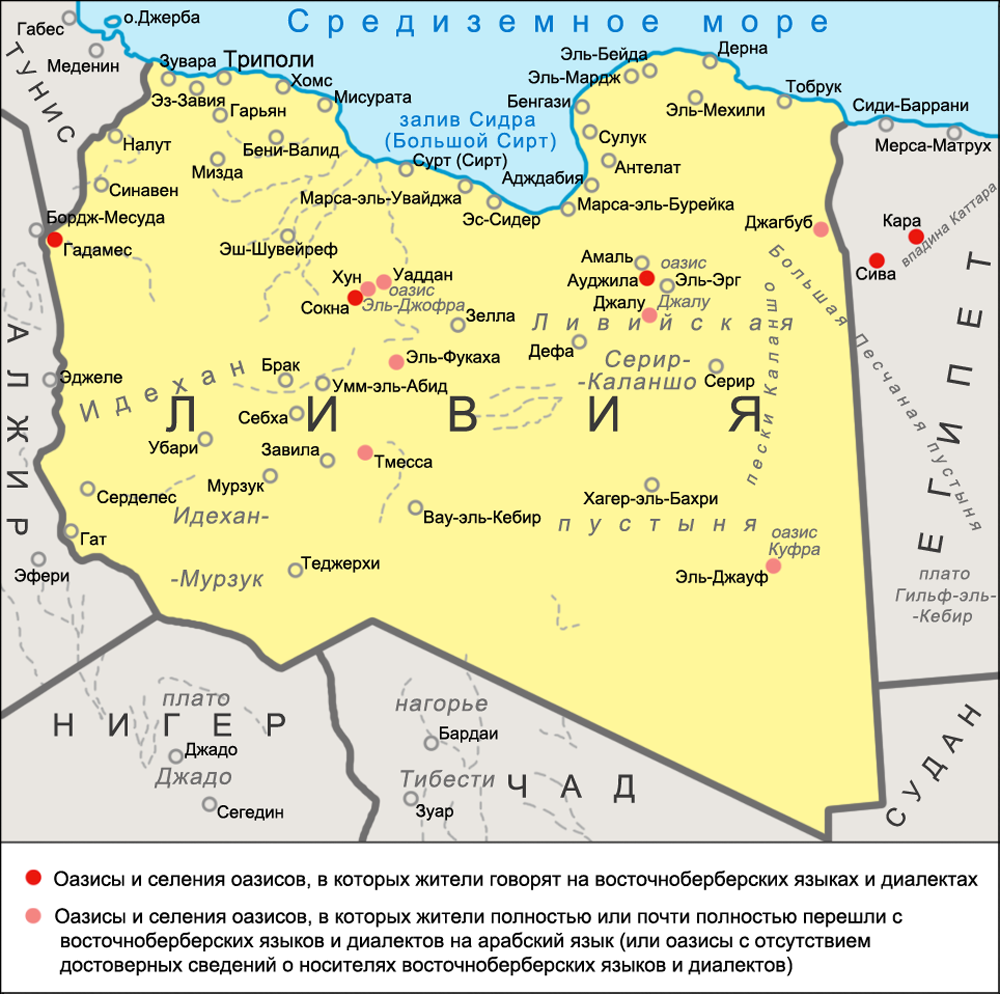
Селение Сокна в оазисе Эль-Джофра на карте оазисов восточноберберского языкового ареала

Число говорящих около 5 тыс. человек.
Остальное население оазиса (селения Хун и Уаддан) является арабизрованными берберами, возможно говорившими на родственных диалектах. В целом всё население этого оазиса называется берберы джофра (Jofra Berber).